# 도청장치 방송사고
도청장치 방송사고(盜聽裝置放送事故)는 1988년 8월 4일 21시 20분쯤에 MBC 보도국 A 스튜디오에서 생방송중이었던 뉴스데스크에서 발생한 황당한 사건을 뜻한다.
이 방송사고는 당시 대한민국 생방송 사상 처음 있는 일이었다.

## 전개
당시 뉴스데스크 진행은 강성구 해설 주간(前 제16대 무소속 국회의원)이 하고 있었다.
서울특별시 지하철 노선 증설 및 이에 따른 요금 인상에 관한 보도를 하던 중 소창영(蘇昌永, 당시 나이 24세)이라는 청년이 스튜디오로 무단 침입하여 앵커의 마이크를 빼앗으려는 등 19초 동안 뉴스 진행을 방해하는 소동을 벌여 뉴스 진행이 중단되었는데 이러한 장면이 전국에 생방송이 되었다.
| “ | - 강성구 : 서울시는 새로운 지하철 건설에 필요한 재원을... - 소창영 : 귓속에 도청장치가 들어있습니다, 여러분! 귓속에 도청장치가 들어있습니다! 저는... (이때 보도국 직원들이 달려들어 괴청년을 스튜디오 밖으로 끌어낸다) - 소창영 : (끌려가면서) ...저는 가리봉1동 136의 35호에 사는 소창영이라고 합니다! - 강성구 : 아... 뉴스 도중에 웬 낯선 사람이 들어와서 행패를 부렸습니다마는... - 소창영 : 도청장치!!! | ” |

참고로 유튜브 영상에서는 마지막에 소창영이 도청장치 소리를 지르는 부분이 끊긴다.
강성구의 발언이 끝나자마자 이러한 사태를 수습하기 위해 손석희 당시 기자가 취재한 보도자료로 화면을 넘겼다. 이 사고가 일어나고 강성구 해설 주간은 사과방송을 했다.
소창영은 문화방송 직원들에 의해 경찰에 넘겨졌는데, 경찰 조사 결과 그는 그날 밤 21시 쯤에 문화방송 남쪽 뒷담을 넘어 현관문을 통해 1층에서 엘리베이터를 타고 4층에서 내린 뒤 비상계단으로 5층 스튜디오 안으로 잠입한 것으로 드러났다.
경찰 조사에서 그는 "오른쪽 귀에 도청장치가 되어 있어 그 진동음으로 평소 고통이 심한데다 병원에서 치료를 받지 못해 방송국에 이를 호소하러 갔다."고 주장하였다.
경찰은 그가 1987년 7월 13일 선반공으로 일하다가 점심시간에 축구공에 맞아 오른쪽 귀 고막이 파열, 귀에서 진동음이 계속 들리자 정신착란증세를 보인 것 같다고 밝히고 이 청년을 국립정신병원에 넘겨 정신감정을 의뢰했으며, 결과에 따라 업무방해 및 야간주거침입혐의로 구속여부를 결정하기로 했다고 밝혔다.

## 사건 이전과 이후의 방송 방해자 행적
이 사건 이전에도 소창영은 1988년 7월 18일 오후 4시 30분쯤 문화방송의 예능 프로그램인 《주부가요열창》 방송 녹화 때 방청석에 있던 마이크를 잡고 노래를 부르다 밖으로 쫓겨났으며, 7월 30일 장충체육관에서 문화방송이 녹화중이던 쇼프로그램 무대에 올라가 소리를 지르면서 행패를 부리는 등 중부경찰서에 넘겨져 이후 청량리 정신병원에서 입원치료를 받던 중 8월 1일에 치료비가 없어 퇴원하는 등 그 때까지 4차례에 걸쳐 문화방송의 방송 프로그램 진행을 방해한 것으로 밝혀졌다.
또한 이 사건 이후인 1989년 9월 26일에는 서울대학교 학생들의 교문밖 투석시위가 벌어진 현장에서 경찰과 시위대의 중간지점에 갑자기 뛰어들어 양말과 구두를 남기고 옷을 전부 벗은 채 "내 귀에 도청장치가 있는데 경찰이 이 사실을 차단, 은폐하고 있다"며 1분간 알몸시위를 벌이다가 경찰에 연행되었으며, 12월 3일에는 문화방송 토론 프로그램인 《여론광장》 생방송 현장에 뛰어들어 방송 진행을 방해하기도 하였다.
1991년 3월 22일에는 연세대학교 도서관 광장에서 "내 귀에 도청장치가 되어 있다"고 소리치며 갑자기 옷을 벗은 채 알몸시위를 벌여 지나가던 학생들이 기겁해 달아나는 소동을 일으켰다.

## 같이 보기
- 내 귀에 도청장치
- 아바나 신드롬(en:Havana syndrome)
- 지향성 에너지 무기(DEW)
- 전자전(EW)
- 전파계